# 兵
軍隊用語としての兵（へい）は、軍隊の階級区分の一。字義については語源を参照。

## 解説
士官、下士官、兵のうちの最下級であり、下士官の下に位置する。
兵長、上等兵、一等兵、二等兵等に分かれる。
旧軍などのように徴兵制を採っている場合、兵は徴集または召集された者であるため武官ではない。英語では下士官兵を総称して Enlisted man と呼称し、その和訳として一般兵士と呼称する場合がある。
一般的な認識の旧陸軍では、部下を持たず、末端の職務に就く。例えば、歩兵の場合、分隊長や班長の指揮下で、小銃等の個人兵器を携行し戦闘を行う。
陸海空の各自衛隊では、士に相当し、陸・海・空の士長、陸・海・空の1士、陸・海・空の2士に分かれる。

## 語源
元々“兵”という漢字は、権力者により課せられる役務（主に戦争など）に斧を振りかざして従事する様を表し、古代中国では“戦争”そのものを指す字としても用いられた。そこから、
- 戦争をする人＝兵士
- 戦争に使う道具＝兵器
- 戦争のやり方＝兵法

などの言葉が生まれた。その後、“兵”だけで“兵士”を意味する語として使われるようになり、現代に至っている。
例えば、孫子の言葉として有名な“兵は詭道なり”などは、“兵”を狭義において“戦争・戦い”の意味で使用している例と言える。他にも“兵”は問題解決のための力として用いられており、広義では政治や駆け引きの意味も含まれていた。